# 斯維特拉娜·洛博達
斯维特兰娜·塞爾希伊芙娜·洛博达（羅馬化：Svitlana Serhiivna Loboda；1982年10月18日—），艺名洛博達（英語：Loboda，格式全大写），乌克兰歌手、词曲作者。